# R258 (Russland)
Die R258 Baikal ist eine russische Fernstraße in Sibirien. Sie führt von Irkutsk am Südufer des namensgebenden Baikalsees entlang nach Ulan-Ude und von dort weiter nach Tschita. Sie ist 1113 Kilometer lang und (neben M5 Ural, R254 Irtysch, R255 Sibir, R297 Amur und A370 Ussuri) Teil der russischen transkontinentalen Straßenverbindung von Moskau nach Wladiwostok und damit des AH6 im Asiatischen Fernstraßennetz.
Die Straße erhielt die Nummer R258 im Jahr 2010. Zuvor trug sie die Nummer M55.

## Verlauf
0 km – Irkutsk, an der R255
18 km – Schelechow
72 km – Abzweigung der A 164 bei Sljudjanka
123 km – Baikalsk
156 km – Wydrino
209 km – Tanchoi
314 km – Babuschkin
359 km – Selenginsk
408 km – Tataurowo, Abzweigung der R349 nach Turuntajewo an der R438
448 km – Ulan-Ude, Abzweigung der A 165
500 km – Tarbagatai
565 km – Muchorschibir
655 km – Petrowsk-Sabaikalski
670 km – Baljaga
685 km – Tarbagatai
740 km – Bada
794 km – Chilok
909 km – Tanga
1002 km – Chadakta
1113 km – Tschita, Startpunkt der R297 Amur, Abzweigung der A 166

## Transsibirien-Highway
Die Fernstraße R258 ist Teil des nicht offiziellen Straßennamens des Transsibirien-Highways von St. Petersburg nach Wladiwostok.